# Casa Joan Puig
La Casa Joan Puig és un edifici situat a l'Avinguda del Portal de l'Àngel, 15-17 de Barcelona, catalogat com a bé cultural d'interès local. Actualment allotja un hotel.

## Història
El 1871, l'indià de Vilassar de Mar Joan Puig i Mir (1831-1876) adquirí a Francesc Xavier Rocabertí de Dameto i Boixadors, comte de Peralada, vescomte de Rocabertí i marquès d'Anglesola i de Bellpuig, l'antic palau del Comte de Peralada, una finca de 1.700 m² de superfície i 413 m² de jardí, per 425.000 pessetes. Puig encarregà al mestre d'obres Pere Bassegoda i Mateu el projecte d'un nou edifici valorat en 700.000 pessetes, cedint terreny a la via pública i establint la residència familiar al pis principal.

## Descripció
Consta de planta baixa, tres pisos i un quart pis i està estructurat al voltant d'un pati central, on neix l'escala noble. De la façana cal destacar la seva composició simètrica, l'alçada de la planta baixa i la utilització d'arcs escarsers tant als portals de la planta baixa com als finestrals dels pisos. L'horitzontalitat és accentuada per uns elements arquitectònics que remarquen la percepció d'alçada, com són la progressiva disminució de l'altura dels pisos a mesura que s'ascendeix, la utilització de tres franges verticals en encoixinat coronades per frontons, de forma arrodonida als dos extrems i triangular al centre. Cada finestral de la primera planta és flanquejat per dos estreps amb capitell corinti, i a la part superior de cada pis hi ha un fris que forma sanefes. L'immoble culmina amb una torre-mirador.
La façana del celobert presenta galeries obertes a cada planta amb pilars de fosa. Els finestrals tenen, igualment, arcs escarsers, tot i que estan menys decorats que a la façana principal. El pis principal pis presenta una galeria porxada amb arcs de mig punt i columnes dobles sobre balustrades de marbre, com també ho és l'escala.